# The Idle Class
The Idle Class és un curtmetratge estatunidenc dirigit per Charles Chaplin, estrenat el 1921.
L'acció té lloc en dos escenaris paral·lels. En un explica els altercats conjugals d'un matrimoni ric i en l'altre les aventures d'un rodamón al que li agrada actuar alternant entre els rics. Destaca l'escena en la qual l'espòs ric, enfocat des de darrere, sembla estar plorant quan s'assabenta que la seva esposa l'ha d'abandonar però, en realitat, està agitant un còctel.
La desigualtat social és un dels temes d'aquesta pel·lícula portat mitjançant el contrast de l'espòs ric i desamorado i el rodamón ple d'atencions amoroses cap a qui ho creu el seu espòs.

## Argument
Charlie el rodamón és el doble d'un home ric que oblida anar a buscar a la seva dona, Edna, a l'estació de ferrocarril, per la qual cosa ella ha d'anar a casa pel seu compte. Mentrestant, el pobre Charlie, amb una petita borsa de pals de golf aconsegueix un lloc en la part posterior del cotxe. L'espòs ric (representat també per Chaplin) arriba tard a l'estació però com va oblidar posar-se els pantalons es veu obligat a amagar-se darrere de diversos objectes per arribar a casa. La relació de la parella és molt freda i ella li diu que es canviarà a una altra habitació fins que  deixi de beure. L'espòs sembla plorar de forma incontrolable enfront del retrat d'ella però en realitat està sacsejant una coctelera.
Mentrestant, Charlie està en el camp de golf tractant de trobar alguna pilota perduda per poder jugar. Veu a Edna cavalcant i s'enamora d'ella. Fantasieja sobre com salvar-la d'un cavall desbocat i casar-se amb ella. Edna marxa i ell segueix jugant amb la seva pilota i accidentalment colpeja la cara d'un altre golfista, molt més grand, trencant-li la seva ampolla de whisky i aturant-se en el seu barret. Charlie fuig però segueix molestant a tots en el camp.
A la casa comença un ball de disfresses i Edna envia una nota al seu espòs, que està vestit amb una armadura medieval, dient-li que el perdonarà si va a la festa. Fora, Charlie és víctima d'un carterista, eludeix a un policia ficant-se a través de la limusina que porta convidats a la festa i hi entra amb la invitació d'un altre. Quan Edna el veu creu que s'ha disfressat de rodamón i el presenta al seu pare, que resulta ser l'home del camp de golf. Charlie fa objecte a Edna d'amoroses atencions i tot va bé fins que Charlie li nega al pare de Edna que estigui casat amb ella i comença una baralla. Edna, que s'havia desmaiat, li demana que vagi amb ella a la cambra en la qual el seu espòs està atrapat dins de la seva armadura i l'ajuda amb un martell i un obrellaunes a sortir-s'en. Finalment s'evidencia la confusió que ha tingut lloc i Charlie és convidat a marxar. Quan està sortint, el pare d'Edna li ofereix una encaixada però Charlie el distreu, li dona una puntada de peu i desapareix corrent.

## Repartiment
- Charles Chaplin: El vagabund i el marit negligent
- Edna Purviance: La dona abandonada
- Mack Swain: El pare
- Henry Bergman: El que dorm al golf i un invitat disfressat de policia
- Al Ernest Garcia: Policia i convidat
- John Rand: Golfista i convidat
- Rex Storey: Carterista i convidat